# مارسيلو تفاريس
مارسيلو تفاريس (مواليد 30 أغسطس 1980) لاعب كرة قدم برازيلي، لعب لنادي الهلال السعودي وحقق برفقته عدد من البطولات وهو من أفضل المدافعين الذين مروا على نادي الهلال وأمضى أربعة مواسم رائعة أحبته الجماهير الهلالية كثيراً غادر بعدها إلى نادي الريان القطري وامضى معه موسمين
عاد بعدها لقيادة دفاع فريق نادي الشباب السعودي واستطاع معه بالفوز ببطولة الدوري بدون خسارة
مارسيلو تفاريس (ولد في 30 أغسطس 1980) هو لاعب كرة قدم برازيلي في مركز الدفاع، ولعب في الدوري القطري مع نادي لخويا و انتقل إلى نادي العربي القطري.

## روابط خارجية
- مارسيلو تفاريس على موقع قاعدة بيانات كرة القدم.إي يو (الإنجليزية)
- مارسيلو تفاريس على موقع Soccerway.com (الإنجليزية)
- مارسيلو تفاريس على موقع كووورة